# Maria Kimberly
Maria Kimberly (21 luglio 1944) è un'ex modella e attrice statunitense.

## Biografia
Nata Mary Ann Kimmerle, è stata una top model e attrice statunitense.
Cresciuta a Terre Haute, Indiana, e poi a Columbus (Ohio). Ebbe una carriera di modella a cavallo degli anni '60-'70. Per anni fu la compagna del gallerista parigino Alec Wildenstein il quale la lasciò più tardi per la sua futura moglie Jocelyne Périsset. Non fu mai sposata con Alec Wildenstein. Nel 1982 sposò l'avvocato immobiliarista Jay Landesman e vissero a New York come signora Mary Ann Kimmerle Landesman.

### Attrice
Fece una interpretazione assieme al francese Jacques Tati nel film Monsieur Hulot nel caos del traffico (Trafic), dove interpretava la pr dell'azienda Altra. Tati ebbe problemi finanziari dopo la produzione di Playtime, e il successivo film fu possibile grazie al contributo di Alec Wildenstein, che volle la Kimberley nel cast come coprotagonista.